# Inge Fuhrmann
Ingeborg Fuhrmann, później Rohnstein (ur. 11 maja 1936 w Kostrzynie nad Odrą, wówczas Küstrin) – niemiecka lekkoatletka, sprinterka. W czasie swojej kariery reprezentowała Republikę Federalną Niemiec.

## Kariera sportowa
Wystąpiła we wspólnej reprezentacji Niemiec na igrzyskach olimpijskich w 1956 w Melbourne, gdzie odpadła w eliminacjach biegu na 100 metrów i biegu na 200 metrów. Zdobyła srebrny medal w sztafecie 4 × 100 metrów i brązowy medal w skoku w dal na światowych igrzyskach studentów w 1957 w Paryżu.
Na mistrzostwach Europy w 1958 w Sztokholmie odpadła w półfinałach biegów na 100 metrów i na 200 metrów.
Jako reprezentantka RFN zdobyła brązowy medal w sztafecie 4 × 100 metrów na uniwersjadzie w 11959 w Turynie.
Fuhrmann była mistrzynią RFN w biegu na 100 metrów w 1956 i 1958 oraz brązową medalistką na tym dystansie w 1957, a w biegu na 200 metrów była mistrzynią w latach 1956–1958 oraz wicemistrzynią w 1955 i 1959. W hali była mistrzynią RFN w biegu na 60 metrów w 1958 oraz brązową medalistką w skoku w dal, również w 1958.
Dwukrotnie ustanawiała rekord RFN w biegu na 100 metrów do czasu 11,5 s, uzyskanego 19 czerwca 1958 w Hanowerze. Była również rekordzistką swego kraju w biegu na 200 metrów z wynikiem 24,2 s (20 lipca 1958 w Hanowerze) i dwukrotnie w sztafecie 4 × 100 metrów do wyniku 45,5 s (19 czerwca 1958 w Hanowerze). Były to najlepsze wyniki w jej karierze.